# Mõniste
Mõniste es un municipio rural (en estonio: vald) de Estonia, del condado de Võru, posee un área de 174,8 km². Según estimaciones para 2007 el municipio alberga una población de 1.027 habitantes.

## Geografía
Mõniste se encuentra a 45 km de la capital del condado, Võru y de la ciudad de Valga. Está situado en el extremo sur de Estonia. El municipio comprende 17 villas (en estonio: külad): Hürova, Hüti, Kallaste, Karisöödi, Koemetsa, Kuutsi, Mõniste, Parmupalu, Peebu, Sakurgi, Saru, Singa, Tiitsa, Tundu, Tursa, Vastse-Roosa y Villike. 
Mõniste limita al este con el condado de Valga, al norte con el municipio rural de Antsla, al este con el municipio rural de Varstu y al sur con la frontera internacional de Estonia con Letonia.
El 57% de su superficie está cubierta por bosques. Estos, junto a lagos y ríos invitan a los amantes de la naturaleza a practicar senderismo y piragüismo. Otro lugar muy visitado es el Museo de Kuutsi fundado en 1948 con temas sobre a vida cotidiana de las villas sureñas de Estonia en el siglo XIX.
El municipio fue por primera vez mencionado en documentos de 1386.

## Hermanamientos
- Kaavi, Finlandia[2]